# 大河内村 (静岡県)
大河内村（おおこうちむら）は静岡県の中部、安倍郡に属していた村である。現在の静岡市葵区北部、安倍川中流域にあたる。

## 地理
- 山：真富士山、青笹山、見月山
- 河川：安倍川
- 滝：大滝、天神滝

## 歴史

### 村名の由来
安倍川上流を「大河内」と呼んでいたことによる。

### 沿革
- 1889年（明治22年）4月1日 - 町村制の施行により、安倍郡横山村、相淵村、蕨野村、平野村、中平村、渡村、有東木村の区域をもって成立。
- 1969年（昭和44年）1月1日 - 静岡市に編入。同日大河内村廃止。